# Crucell
Crucell est une entreprise néerlandaise qui faisait partie de l'indice AMX.